# 白云山 (洛阳)
白云山位于河南省洛阳市嵩县南部，属于伏牛山山系，此山因云多而奇、美而幻而得名。主峰玉皇顶海拔2216米。洛阳白云山景区是国家级森林公园、国家级自然保护区、国家5A级旅游景区、曾被评为中国十佳休闲胜地，景区总面积约为168平方公里。

## 地理
白云山地处洛阳市与南阳市交界地带，地跨长江、黄河和淮河三大流域。

## 气候
白云山地处暖温带与北亚热带过渡地带，平均海拔1800米，夏季最高气温不超过26℃。

## 历史荣誉
- 1992年被中国林业部确定为国家级森林公园，1998年升格为国家级自然保护区，1997年被大众推荐为“河南省十佳景区好去处”第三名。
- 2005年在中国人文地理杂志《中国国家地理》联合全国34家主流媒体举办的大型评选活动“中国最美的地方”中，白云山风景名胜区在“媒体大众组”与“网络手机人气组”评选中夺魁。